# Arasadzych
Arasadzych (Abchazsky : Арасаӡыхь, gruzínsky არასაძიხი – Arasadzichi) je vesnice v Abcházii v Okresu Očamčyra. Nachází se severně od okresního města Očamčyra.Vesnice leží na horním toku řeky Mokva. Ve vesnici žije 409 obyvatel, z nichž 98 % jsou Abcházci. V rámci Abcházie má status obecního centra.

## Hranice
Ze severu je obec Ohraničena Kavkazským hřebenem, na východě a jihu hraničí s obcí Gup, a na západě hraničí s obcemi Tchina a Otap.

## Demografie
Ve vesnici žilo v roce 2011 409 obyvatel, z nichž 98,0 % jsou Abcházci, 0,2 % Rusové a 0,2 % Gruzínci . První dochované sčítání lidu zde proběhlo v roce 1959, zde žilo 986 obyvatel a v roce 1989 1 013 obyvatel. Po válce v letech 1992-1993 došlo výraznému úbytku obyvatel.

## Historické dělení
Atara se historicky dělí na šest částí:
- Ažmjua Ajuca
- Arasadzych Agu
- Gup Agu
- Kakubaa Rchabla
- Kulamyr
- Chadžimkyt